# 1945 en football
Cet article présente les faits marquants de l'année 1945 en football.

## Chronologie
- 2 avril : le Wydad AC remporte la Coupe d'Élite du Maroc devant le Racing AC sur le score de 2-1 au Stade Philip à Casablanca.
- 8 avril : à Lausanne, l'équipe de Suisse s'impose 1-0 face à l'équipe de France.
- 6 mai : le RC Paris remporte la Coupe de France face au Lille OSC, 3-0.
- FC Barcelone champion d'Espagne.
- 26 mai : à Londres, l'équipe d'Angleterre concède le nul 2-2 face à l'équipe de France.
- 17 juin : FC Rouen champion de France de football 1945 en battant Lyon 4-0 à Colombes.
- Un peu partout en Europe occidentale, reprise des championnats nationaux selon un schéma plus traditionnel, sans les inconvénients et impératifs dus à la guerre. Le Championnat de Belgique (dont la saison 1944-1945 a été annulée) reprend avec des séries recomposées qui annulent les relégations subies pendant les "championnats de guerre".
- 6 décembre : à Vienne, l'équipe d'Autriche s'impose 4-1 face à l'équipe de France.
- 15 décembre : à Bruxelles, l'équipe de Belgique s'impose 2-1 face à l'équipe de France.
- 23 décembre : à Barcelone, le FC Barcelone remporte la Copa de Oro Argentina face à l'Athletic Bilbao sur le score de 5 à 4.

## Naissances
Plus d'informations : Liste d'acteurs du football nés en 1945.
- 11 mars : Pirri, footballeur espagnol.
- 22 mars : Agustín Cejas, footballeur argentin.
- 9 mai : Josef Heynckes, footballeur allemand.
- 12 mai : Alan James Ball, footballeur anglais.
- 14 mai : Yochanan Vollach, footballeur israélien.
- 10 juillet : Toni Fritsch, footballeur autrichien.
- 12 juin : Pat Jennings, footballeur nord-irlandais.
- 3 novembre : Gerd Müller, footballeur allemand.
- 11 septembre : Franz Beckenbauer, footballeur allemand.
- 15 novembre : Sadok Sassi footballeur tunisien.
- 20 décembre : Jean-Marc Guillou, footballeur français.

## Décès
- 30 mars : Eugène Maës, footballeur français.

## Liens
- RSSSF : Tous les résultats du monde